# زوي يين
زوي يين (بالإنجليزية: Zoe Yin)‏ هي رسامة أمريكية، ولدت في 2001 في بوسطن في الولايات المتحدة.